# Eugénie Mousny
Eugénie Mousny (* 23. Juli 1911 in Alexandria; † 8. Juni 2011; heimatberechtigt in Castagnola TI) war eine Schweizer Radiomoderatorin.

## Leben
Eugénie Mousny wurde als Tochter des Albert Mousny, eines belgischen Diplomaten, und der Fanny Hess geboren. Im Jahr 1932 war Mousny als erste Sprecherin von Radio Monte Ceneri die jüngste Radiostimme Europas. Sie war überdurchschnittlich begabt und spielte von Anfang an eine bedeutende Rolle bei der Programmgestaltung und -produktion des Radios der italienischen Schweiz, blieb aber als Frau formell in untergeordneter Stellung. Sie baute damals klassische Frauendomänen wie Frauen- und Kinderstunden auf und betreute die Schallplattensammlung. Mit ihren Reportagen und den Programmen für Auslandschweizer erlangte sie grosses Ansehen. 1946 heiratete sie den Schweizer Architekten Rino Tami. Aufgrund einer bis in die 1950er Jahre gültigen Regelung musste sie nach ihrer Heirat ihren Dienst bei der SRG SSR quittieren. Sie starb 2011, einige Wochen vor ihrem 100. Geburtstag.